# Crédit populaire d'Algérie
Pour les articles homonymes, voir CPA.
Le Crédit populaire d'Algérie (CPA) (en arabe : القرض الشعبي الجزائري) est une banque publique algérienne fondée en 1966.

## Histoire
Le CPA est créé en 1966 (ordonnance n° 66-366 du 29 décembre 1966), il reprend, dans un premier temps, les activités de cinq banques populaires étrangères : la Banque Populaire Commerciale et Industrielle d’Alger (BPCI Alger), la Banque Populaire Commerciale et Industrielle d’Oran (BPCI Oran), la Banque Populaire Commerciale et Industrielle de Constantine (BPCI Constantine), la Banque Populaire Commerciale et Industrielle d’Annaba (BPCI Annaba), la Banque Populaire du Crédit d’Algérie (BPCA).
Dans un second temps, à partir de 1967, le CPA reprend les activités de la Banque Algérie-Misr, de la Société marseillaise de Crédit en Algérie (SMC Algérie), de la Compagnie française de Crédit et de Banque (CFCB), de la Banque populaire arabe (BPA).
Depuis 1966, et en vertu de l’ordonnance relative à la gestion des capitaux marchands de l’État, les banques publiques économiques sont placées sous la tutelle du Ministère des Finances.
Le 7 avril 1997, le CPA a obtenu son agrément du Conseil de la Monnaie et du Crédit, par la loi sur la monnaie et le crédit, devenant ainsi la deuxième banque en Algérie à être agréée après la Banque Nationale d’Algérie (BNA).
Aux termes de ses statuts, le CPA est une banque commerciale et universelle, elle a pour mission de promouvoir le développement du BTPH (secteur du Bâtiment, Travaux Publics et Hydraulique), des secteurs de la santé et du médicament, du commerce et de la distribution, de l’hôtellerie et du tourisme, des médias, de la PME/PMI et de l’artisanat. Après la promulgation de la loi sur l’autonomie des entreprises en 1988, le CPA est devenu une Entreprise Publique Économique par actions.

### Évolution du capital du CPA depuis sa création

#### De sa création à 2024
Le capital social du CPA est la propriété exclusive de l’État algérien jusqu'en 2024, date où il s’élève à 200 milliards de dinars, en progressant comme suit :
| Année | Capital social (en DZD) |
| ----- | ----------------------- |
| 1966  | 15 000 000              |
| 1983  | 800 000 000             |
| 1992  | 5 600 000 000           |
| 1994  | 9 310 000 000           |
| 1996  | 13 600 000 000          |
| 2000  | 21 600 000 000          |
| 2004  | 25 300 000 000          |
| 2006  | 29 300 000 000          |
| 2010  | 48 000 000 000          |
| 2024  | 200 000 000 000         |

#### À partir de 2024
Avec son introduction en bourse début 2024, le CPA met en vente 22 millions d'actions, quantité susceptible d'être portée à 60 millions tout en restant dans les limites de 30 % du capital social.

## Structure
En 2023, le CPA possède un réseau de 161 agences réparties sur l'ensemble du territoire algérien, coiffées par 15 groupes d’exploitations.

## Gouvernance
La banque est dirigée par un Président du Conseil d'administration et un Directeur général.

### Président du Conseil d'administration
- Mohamed Rachid Larbi (à partir du 29 avril 2021)[11]

### Directeur général
- Ali Kadri (à partir du 29 avril 2021)[11]

Plusieurs comités de décision sont pilotés par la direction : comité de stratégie, comité exécutif, comité central de crédit, comité des risques, comité de gestion actif-passif (ALCO).